# Blumenthal (Hellenthal)
Blumenthal is een plaats in de Duitse gemeente Hellenthal, deelstaat Noordrijn-Westfalen, en telt 494 inwoners (2006).